# Tokyo Marui
A Tokyo Marui Co. Ltd (Tōkyō Marui) egy japán (tokiói), airsoft fegyvereket gyártó cég. Fő piaca Japán, viszont a kiskereskedők árulják a termékeiket Hongkongban, Tajvanban, Kínában, Dél-Koreában is, és ma már szinte bárhol a világon kaphatók az airsoft fegyvereik.

## AEG-ek
- M14 széria
  - M14 SOCOM
  - M14 (műanyag ággyal)
  - M14 (fa ággyal)
- M16 & M4 széria
  - Colt M4A1 karabély
  - M4 S-System
  - Colt M16A1
  - Colt M16A1 Vietnam version
  - Colt M16A2
  - Colt M733 Commando
  - Colt M4A1 R.I.S.
  - Knight's M4 SR-16
  - Colt M4A1
  - Colt XM177E2 (kifutott termék)
  - Colt CAR-15 (kifutott termék)
  - Colt M653 Barnes[1] version (limited edition)
- MP5 and G36 széria
  - H&K G36C
  - MP5-J
  - MP5-K
  - H&K MP5SD5
  - H&K MP5SD6
  - H&K MP5KA4 PDW
  - H&K MP5A4 High Grade
  - H&K MP5A5 High Grade
  - H&K MP5 R.A.S.
  - H&K MP5KA4
  - H&K MP5 Navy (limitált széria)
- P90 széria
  - P90
  - P90 Triple Rail
- FAMAS & Steyr széria
  - Steyr AUG Special Receiver
  - Steyr AUG Military-forma (kifutott termék)
  - FA-MAS Special Version
  - FA-MAS 5.56-F1 (a legelső AEG)
- SIG széria
  - SIG SG 550 (kifutott termék)
  - SIG SG 551 (kifutott termék)
  - SIG SG 552-2
- AK széria
  - AK-47
  - AK-47S
  - AK-47 Spetsnaz (limitált széria)
  - AK-47 Beta Spetsnaz
  - AK-74MN (Electric Blow Back)
- G3 széria
  - H&K G3A3 (kifutott termék)
  - H&K G3A4 (kifutott termék)
  - H&K MC51
  - H&K G3 SAS
  - H&K PSG-1
  - H&K G3/SG1
  - HK51 (limitált széria)
- Egyéb
  - Howa Type 89
  - Howa Type 89-F
  - Vz. 61 Scorpion
  - Heckler & Koch MP7A1
  - Uzi géppisztoly
  - Thompson M1A1